# Kraemer (Louisiane)
Pour les articles homonymes, voir Kraemer.
Kraemer est une census-designated place de la paroisse de La Fourche, en Louisiane, aux États-Unis. 